# ناحیه هارتلند، میشیگان
ناحیه هارتلند (به انگلیسی: Hartland Township) یک منطقهٔ مسکونی در ایالات متحده آمریکا است که در شهرستان لیوینگستون، میشیگان واقع شده‌است.
 ناحیه هارتلند ۹۶٫۶ کیلومتر مربع مساحت و ۱۴٬۶۶۳ نفر جمعیت دارد و ۲۹۲ متر بالاتر از سطح دریا واقع شده‌است.